# Гермес (журнал)

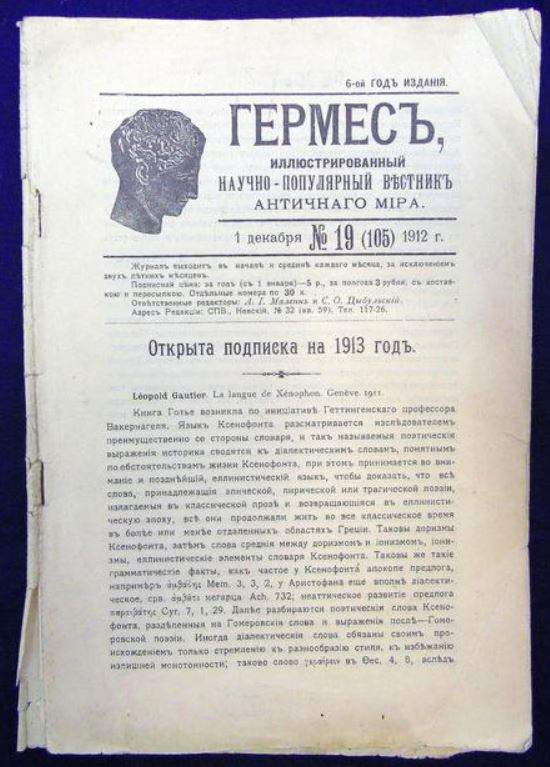

Научно-популярный вестник античного мира «Герме́съ» — первое в России специальное периодическое издание по истории и культуре Древнего мира, рассчитанное на широкого читателя — не только на учёных, но и студентов университетов, гимназистов и просто любителей истории.
Также с 1866 года и до сих пор в Германии издается немецкоязычный Журнал классической филологии «Гермес», а в Российской империи в 1911—1912, 1914 годы выходил одноимённый «Гермес». Справочный журнал в соединении с журналом «Меркур».

## Описание
Журнал выходил в 1907—1917 годах. В год выходило по 20 номеров, два раза в месяц, кроме летних выпусков.
- 1907 № 1 (1-X) — № 6 (15-XII)
- 1908—1915 по 20 номеров в год
- 1916 № 1/167 (1-I) — № 20/186 (15-XII).

Редакция находилась в Санкт-Петербурге. Издатель и редактор — филолог А. И. Малеин, второй редактор — профессор С. О. Цыбульский.
В числе сотрудников журнала были профессора В. П. Бузескул, С. А. Жебелёв, Ф. Ф. Зелинский, Е. Г. Кагаров, И. В. Нетушил, М. И. Ростовцев, Б. А. Тураев и др. В журнале сотрудничал Герман Готфридович Гельд — преподаватель древних языков в Петришуле и автор исследований об А. С. Пушкине. Среди авторов журнала были Иннокентий Анненский, Валерий Брюсов, Сергей Лукьянов. В журнале «Гермес» опубликовал свои первые стихи В. И. Лебедев-Кумач — вначале переводы из Горация, а потом и собственные на античную тему.
Кроме «статей научных и популярных» по различным аспектам антиковедения (древняя история, литература, языки, философия, искусство), заметное место в содержании журнала занимали публикации по методике преподавания соответствующих дисциплин в гимназиях (и в первую очередь древнегреческого языка и латыни), давались рекомендации, разбирались сложные случаи. Издавались переводы греческих и римских авторов.
В журнале имелся обширный раздел хроники международной научной и культурной жизни сообразно выбранной тематике: новости об археологических экспедициях и открытиях, отчёты о заграничных командировках и путешествиях русских учёных, информация о научных конференциях и т. д. вплоть до рецензий на гимназические театральные постановки.
Публиковались рецензии на новые книги (от академических монографий до популярной литературы) на нескольких языках, извлечения из зарубежных антиковедческих журналов, в том числе и одноимённо немецкого журнала классической филологии «Гермес». Достаточно заметную часть публикаций журнала составляли статьи, объединённые общей темой «Античность и Россия».
Приложения:
- 1910 Лепер Р. Х. Древний город Афины. Спб., 1911. 39 с.; Филий Д. Елевсин и его таинства. Спб., 1911. 25 с.
- 1911 Бюллетени съезда преподавателей древних языков и бюллетени съезда филологов (к № 20/86).
- 1911—1912 Вундт В. Основы искусства. Спб., 1910. 128 с.
- 1913 Сенека Люций Анней. О счастливой жизни. Без тит. л. 35 с. (Вброш. в номера журнала).
- 1913—1914 Аристофан. Лягушки. Без тит. л. 76 с. (Вброш. в номера журнала).

### После революции
В 1922—1923 годы журнал под названием «Гермес» издавался группой поэтов-филологов под редакцией Максима Кенигсберга в машинописном виде, было осуществлено три выпуска. Последний четвёртый выпуск «Гермеса» остался неизданным и сохранился в одном экземпляре..
В 2007 году был основан журнал «Новый Гермес» в формате ежегодника.